# Сіддхам

Сіддхам Кукая

Сіддхам, сіддхаматрика (санскр. सिद्धं, siddhaṃ IAST, «завершений, досконалий») — одна з північноіндійських форм письма, що використовувалась для запису санскрита. Сіддхам походить з писемності брахмі (через письмо гупта). З нього розвинулася писемність деванагарі та інші азійські писемності, зокрема тибетське письмо.

## Короткий опис
Сіддхам є абугідою, в якій кожний знак позначає склад, проте в ній немає всіх можливих складів. Якщо літера не має додаткових знаків, голосною складу вважається короткий «a». Для позначення інших голосних, носових призвуку (анусвара) та придиху (вісарга) використовуються діакритичні знаки. Спеціальний значок (вірама) може використовуватися для позначення літери без голосного, що іноді трапляється в кінці санскритських слів.
Наразі сіддхам зберігся лише в Японії. Там це письмо називається «сіттан» (悉曇) або «бондзі» (梵字) та використовується переважно для запису мантр і сутр в езотеричних школах буддизму Сінгон і Тендай, а також синкретичної секті Сюгендо. В інших місцях сіддхамське письмо вийшло з ужитку.
У Японії сіддхам було запроваджено 806 року Кукаєм, після його повернення з Китаю. Там він вивчав санскрит у ченців, які отримали освіту в Наланді. Сутри, що прийшли в Китай з Індії, були написані різноманітними шрифтами, однак сіддхам був найважливішим з них.
До часу, коли Кукай вивчав буддизм, торговельні та паломницькі сухопутні шляхи в Індію, що були частиною Великого Шовкового Шляху, вже були перекриті ісламської імперією Аббасидів. У середині IX століття в Китаї сталося кілька чисток «іноземних релігій», що призвело до ізоляції Японії від витоків індійської писемності. З часом, інші шрифти, зокрема, деванагарі, замінили сіддхам в Індії, тож Японія залишилася єдиним місцем, де збереглася ця писемність
Віднедавна сіддхам використовується в дизайні, наприклад в написах на футболках. Програмне забезпечення «Mojikyo» містить сіддхамські шрифти.

## Голосні
| Незалежна форма | Романізація | Як діакритика з | Незалежна форма | Романізація | Як діакритика з |
| --------------- | ----------- | --------------- | --------------- | ----------- | --------------- |
|                 | a IAST      |                 |                 | ā IAST      |                 |
|                 | i IAST      |                 |                 | ī IAST      |                 |
|                 | u IAST      |                 |                 | ū IAST      |                 |
|                 | e IAST      |                 |                 | ai IAST     |                 |
|                 | o IAST      |                 |                 | au IAST     |                 |
|                 | aṃ IAST     |                 |                 | aḥ IAST     |                 |
| Незалежна форма | Романізація | Як діакритика з | Незалежна форма | Романізація | Як діакритика з |
| --------------- | ----------- | --------------- | --------------- | ----------- | --------------- |
|                 | ṛ IAST      |                 |                 | ṝ IAST      |                 |
|                 | ḷ IAST      |                 |                 | ḹ IAST      |                 |
| ā IAST | i IAST | i IAST | ī IAST | ī IAST | u IAST | ū IAST | o IAST | au IAST | aṃ IAST |

## Приголосні
|                    | Проривні    | Проривні      | Проривні    | Проривні | Носові | Апроксиманти | Фрикативні |
| Глухі              | Глухі       | Дзвінкі       | Дзвінкі     |          | Носові | Апроксиманти | Фрикативні |
| Непридихальні      | Придихальні | Непридихальні | Придихальні |          | Носові | Апроксиманти | Фрикативні |
| ------------------ | ----------- | ------------- | ----------- | -------- | ------ | ------------ | ---------- |
| Гортанний          |             |               |             |          |        |              | h IAST     |
| Задньоязикові      | k IAST      | kh IAST       | g IAST      | gh IAST  | ṅ IAST |              |            |
| Середньопіднебінні | c IAST      | ch IAST       | j IAST      | jh IAST  | ñ IAST | y IAST       | ś IAST     |
| Ретрофлексні       | ṭ IAST      | ṭh IAST       | ḍ IAST      | ḍh IAST  | ṇ IAST | r IAST       | ṣ IAST     |
| Зубні              | t IAST      | th IAST       | d IAST      | dh IAST  | n IAST | l IAST       | s IAST     |
| Губно-губні        | p IAST      | ph IAST       | b IAST      | вн IAST  | m IAST |              |            |
| Губно-зубний       |             | v IAST        |             |          |        |              |            |
| kṣ IAST | llaṃ IAST |
| ch IAST | j IAST | ñ IAST | ṭ IAST | ṭh IAST | ḍh IAST | ḍh IAST | ṇ IAST | ṇ IAST | th IAST | th IAST | dh IAST | n IAST | m IAST | ś IAST | ś IAST | v IAST |

## Лігатури
| k{\displaystyle \cdots }kṣ                | -ya                     | -ra                     | -la                     | -va                     | -ma                     | -na                     |
| ----------------------------------------- | ----------------------- | ----------------------- | ----------------------- | ----------------------- | ----------------------- | ----------------------- |
| k IAST                                    | kya IAST                | kra IAST                | kla IAST                | kva IAST                | kma IAST                | kna IAST                |
| rk IAST                                   | rkya IAST               | rkra IAST               | rkla IAST               | rkva IAST               | rkma IAST               | rkna IAST               |
| kh IAST                                   | {\displaystyle \cdots } | {\displaystyle \cdots } | {\displaystyle \cdots } | {\displaystyle \cdots } | {\displaystyle \cdots } | {\displaystyle \cdots } |
| {\displaystyle \vdots } загалом 68 рядів. |                         |                         |                         |                         |                         |                         |
| ṅka IAST | ṅkha IAST | ṅga IAST | ṅgha IAST |
| ñca IAST | ñcha IAST | ñja IAST | ñjha IAST |
| ṇṭa IAST | ṇṭha IAST | ṇḍa IAST | ṇḍha IAST |
| nta IAST | ntha IAST | nda IAST | ndha IAST |
| mpa IAST | mpha IAST | mba IAST | mbha IAST |
| ṅya IAST | ṅra IAST | ṅla IAST | ṅva IAST |           |
| ṅśa IAST | ṅṣa IAST | ṅsa IAST | ṅha IAST | ṅkṣa IAST |
| ska IAST          | skha IAST           | dga IAST          | dgha IAST           | ṅktra IAST |
| vca IAST/bca IAST | vcha IAST/bcha IAST | vja IAST/bja IAST | vjha IAST/bjha IAST | jña IAST   |
| ṣṭa IAST          | ṣṭha IAST           | dḍa IAST          | dḍha IAST           | ṣṇa IAST   |
| sta IAST          | stha IAST           | vda IAST/bda IAST | vdha IAST/bdha IAST | rtsna IAST |
| spa IAST          | spha IAST           | dba IAST          | dbha IAST           | rkṣma IAST |
| rkṣvya IAST | rkṣvrya IAST | lta IAST | tkva IAST |
| ṭśa IAST    | ṭṣa IAST     | sha IAST | bkṣa IAST |
| pta IAST | ṭka IAST | dsva IAST | ṭṣchra IAST |
| jja IAST | ṭṭa IAST | ṇṇa IAST | tta IAST | nna IAST | mma IAST | lla IAST | vva IAST | {\displaystyle \cdots } |
Альтернативні форми лігатур, що містять ṇ IAST.
| ṇṭa IAST | ṇṭha IAST | ṇḍa IAST | ṇḍha IAST |

## Склади з ṛ
| kṛ IAST | khṛ IAST | gṛ IAST | ghṛ IAST | ṅṛ IAST | cṛ IAST | chṛ IAST | jṛ IAST | jhṛ IAST | ñṛ IAST | {\displaystyle \cdots } |

## Деякі прості склади
| rka IAST | rkā IAST | rki IAST | rkī IAST | rku IAST | rkū IAST | rke IAST | rkai IAST | rko IAST | rkau IAST | rkaṃ IAST | rkaḥ IAST |
| ṅka IAST | ṅkā IAST | ṅki IAST | ṅkī IAST | ṅku IAST | ṅkū IAST | ṅke IAST | ṅkai IAST | ṅko IAST | ṅkau IAST | ṅkaṃ IAST | ṅkaḥ IAST |